# Луций Опимий Панса
Луций Опимий Панса (лат. Lucius Opimius Pansa; IV—III века до н. э.) — римский политический деятель и военачальник из плебейского рода Опимиев. Упоминается в сохранившихся источниках только один раз — как квестор в армии консула Марка Атилия Регула, погибший в бою с самнитами. Антиковеды сомневаются в том, что Панса существовал в реальности: другие представители рода Опимиев появляются в источниках существенно позже, во II веке до н. э., причём они в отличие от Луция не носили когноменов.